# Drosophila prodispar
Drosophila prodispar är en tvåvingeart som beskrevs av Michael J. Parsons och Bock 1982. Drosophila prodispar ingår i släktet Drosophila och familjen daggflugor.
Artens utbredningsområde är Australien.